# 亘理バイパス
亘理バイパス（わたりバイパス）は、国道6号のうち宮城県亘理町内で市街地を迂回するために建設されたバイパス道路である。

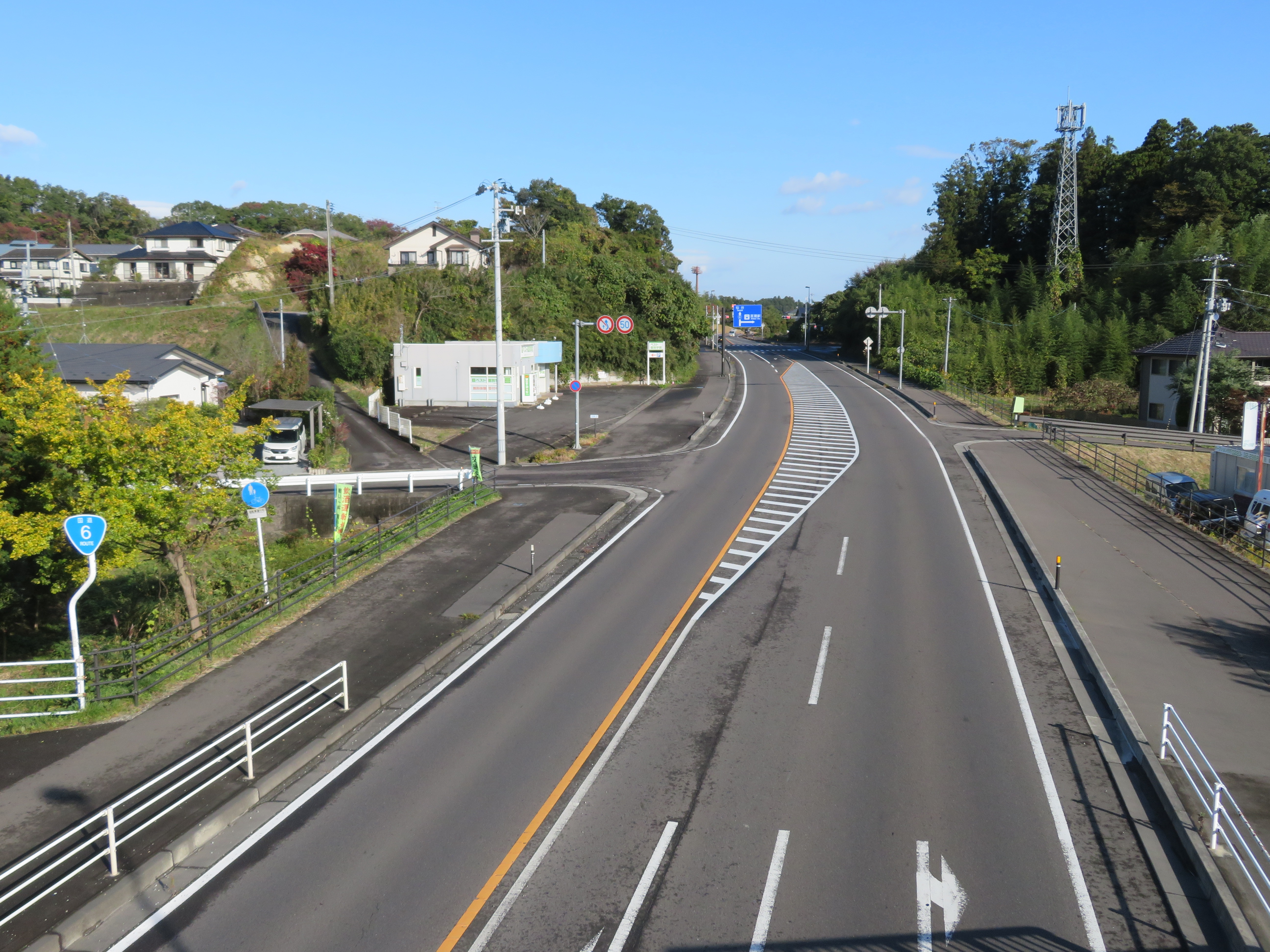
宮城県亘理郡亘理町祝田付近

## 概要
- 起点 : 宮城県亘理郡亘理町長瀞
- 終点 : 宮城県亘理郡亘理町逢隈中泉
- 全長 : 9.2 km（うち新道建設 : 7,040 m）
- 車線 : 2車線（幅員16 m）
- 供用 : 1971年12月

## 歴史
宮城県内の国道6号は、1961年から1965年に掛けて一次改築が行われ、亘理郡南部においては陸前浜街道を基にした経路から坂元、山下、吉田の各集落を迂回するほぼ現在と同じ経路に改良された。一方、亘理町内については常磐線との立体交差（下郡跨線橋、1964年3月完成）が新設された程度で、相変わらず旧街道を基本とした経路であった。亘理町中心部は城下町に見られる複雑な線形をしていたこともあり、早急に新道を建設する必要があった。事業着手は1966年。1971年11月に完成し、翌月より供用され現在に至る。
新規区間は下郡跨線橋を境に2つに大別される。
- 亘理地区 : 亘理町南町交差点 - 亘理町神宮寺交差点、3,840 m。旧道を西に迂回。
- 上の町地区 : 亘理町田沢交差点 - 阿武隈橋南詰（亘理町逢隈中泉）、3,200 m。旧道を東に迂回。

阿武隈橋は1932年架橋の旧橋。現在の阿武隈橋は1981年11月に架け替えられている。

## 交差する道路
- 上側が起点側、下側が終点側。左側が上り側、右側が下り側。
- 交差する道路の特記がないものは町道。

| 交差する道路             | 交差する道路             | 交差する場所 | 東京から (km) |
| ------------------------ | ------------------------ | ------------ | ------------- |
| 国道6号 相馬・いわき方面 |                          |              |               |
| 県道10号塩釜亘理線       | 県道14号亘理大河原川崎線 |              |               |
| 県道122号亘理停車場線    |                          | 亘理町神宮寺 |               |
| -                        | 県道52号亘理村田蔵王線   | 亘理町田沢   | 330           |
| 県道123号荒浜港今泉線    | -                        | 亘理町中泉   | 332           |
| 県道269号亘理インター線  |                          |              | 332           |
| 国道6号 岩沼・仙台方面   |                          |              |               |

- いずれも本路線との交点が起終点となっている。

## 交通量
2005年度（平成17年度道路交通センサスより）
平日24時間交通量（台）
- 亘理郡亘理町逢隈下郡字明神 : 21,021